# 3478-as busz
A 3478-es jelzésű autóbuszvonal Pétervására és Szederkénypuszta között húzódó helyközi vonal, amelyet a MÁV Személyszállítási Zrt. üzemeltet.

## Megállóhelyei
| 0  | Pétervására, városháza végállomás                   | 14 | 1031, 1034, 1347, 1349, 1351, 1384 3462, 3474, 3476, 3479, 3481, 3482, 3483, 3484, 3488, 3489, 3490, 3491, 3492, 3494 |
| 1  | Pétervására, Kossuth út 46.                         | 13 | 3479, 3482, 3483 |
| 2  | Erdőkövesd, Hunyadi út 18.                          | 12 | 3479, 3482, 3483 |
| 3  | Erdőkövesd, váraszói elágazás                       | 11 | 3479, 3482, 3483 |
| 4  | Váraszó, faluszéle                                  | 10 | 3479, 3482, 3483 |
| 5  | Váraszó, községháza                                 | 9  | 3479, 3482, 3483 |
| 6  | Váraszó, faluszéle                                  | 8  | 3479, 3482, 3483 |
| 7  | Erdőkövesd, váraszói elágazás                       | 7  | 3479, 3482, 3483 |
| 8  | Istenmezeje, újbánya bejárati út                    | 6  | 3479, 3482, 3483 |
| 9  | Istenmezeje, újsor                                  | 5  | 3479, 3482, 3483 |
| 10 | Istenmezeje, Dózsa út                               | 4  | 3479, 3482, 3483 |
| 11 | Istenmezeje, központ                                | 3  | 3022, 3479, 3482, 3483                                                                                                |
| 12 | Istenmezeje, Szárazág                               | 2  | 3022, 3479, 3482, 3483                                                                                                |
| 13 | Istenmezeje (Szederkénypuszta), alsó                | 1  | 3022, 3479, 3482, 3483                                                                                                |
| 14 | Istenmezeje (Szederkénypuszta), italbolt végállomás | 0  | 3015, 3022, 3479, 3482, 3483                                                                                          |